# Vodafone
Водафон (енгл. Vodafone) је мултинационални оператер мобилне телефоније са седиштем у Њуберију, Беркшир, УК.
Свој први телефонски позив Водафон је реализовао у УК, неколико минута након поноћи 1. јануара 1985. Водафон УК је реализовао свој први позив 3Г 16. априла 2001. године.
Име Водафон долази од енглеске синтагме VOice-DAta-FONE (телефон гласовних података). Водафон има 165 милиона претплатника у 28 земаља света. До 2002. године био је највећа компаније мобилне телефоније на свету. Тренутно је друга по величини, одмах иза Чајна Мобајл (енгл. China Mobile), иако је још увек на првом месту на западу.
У САД Водафон је власник 44% Веризон Вајерлес (енгл. Verizon Wireless), компаније која је до фузије компанија АТ&Т Вајерлес (енгл. AT&T Wireless) и Сингулар (енгл. Cingular)била највећи оператор мобилне телефоније у земљи. Данас је Веризон Вајерлес други по величини оператер мобилне телефоније у САД. Међутим, пошто Веризон има већи проценат акција од Водафона, не користи се име Водафон, и мрежа Веризона није компатибилна са телефонима технологије ГСМ.

## Водафон у Европи
| Земља              | Име мреже (former)                       | Власништво | Број корисника            | Статус     | Покривеност тржишта | Званични Сајт                                                 | Локални Оператери                      |
| ------------------ | ---------------------------------------- | ---------- | ------------------------- | ---------- | ------------------- | ------------------------------------------------------------- | -------------------------------------- |
| Албанија           | Vodafone                                 | 99.9%      | 791,000                   | Subsidiary | 48%                 | www.vodafone.al                                               | AMC                                    |
| Аустрија           | A1                                       | 0%         | --                        | Partner    | 38.5%               | www.a1.net                                                    | T-Mobile, One, Telering, 3             |
| Белгија            | Proximus                                 | 25.0%      | 1,077,000 (30 June 2005)  | Affiliate  | 48.7%               | www.proximus.be                                               | Base, Mobistar                         |
| Бугарска           | Mobiltel                                 | 0%         | 3,600,000                 | Partner    | 55.3%               | www.mtel.bg Архивирано на веб-сајту (22. мај 2003)            | GloBul, Vivatel                        |
| Хрватска           | VIPnet                                   | 0%         | 1,700,000                 | Partner    | 43.2%               | www.vipnet.hr                                                 | T-Mobile, Tele2                        |
| Кипар              | Cytamobile-Vodafone                      | 0%         | --                        | Partner    | 89.3%               | www.cytamobile-vodafone.com                                   | Areeba                                 |
| Чешка              | Vodafone (Oskar)                         | 99.9%      | 2,263,000                 | Subsidiary | 18%                 | www.vodafone.cz                                               | O2, T-Mobile                           |
| Данска             | TDC Mobil                                | 0%         | --                        | Partner    | 41.4%               | www.tdcmobil.dk                                               | Sonofon, Telia, 3                      |
| Естонија           | Elisa Oyj (Radiolinja)                   | 0%         | --                        | Partner    |                     | www.elisa.ee                                                  | Tele2, EMT                             |
| Финска             | Elisa Oyj (Radiolinja)                   | 0%         | --                        | Partner    | 30% (2003)          | www.elisa.fi                                                  | Sonera, Finnet                         |
| Француска          | SFR                                      | 43.9%      | 17,101,000 (30 June 2005) | Affiliate  | 36%                 | www.sfr.fr                                                    | Orange, Bouygues Télécom               |
| Немачка            | Vodafone (D2)                            | 100%       | 29,444,000                | Subsidiary | 37%                 | www.vodafone.de                                               | T-Mobile, E-Plus, O2                   |
| Грчка              | Vodafone (Panafon)                       | 99.9%      | 4,636,000                 | Subsidiary | 35.6%               | www.vodafone.gr                                               | Cosmote, TIM Hellas, Q-telecom         |
| Мађарска           | Vodafone                                 | 100%       | 2,024,000                 | Subsidiary | 21.99%              | www.vodafone.hu                                               | T-Mobile, Pannon GSM                   |
| Исланд             | Vodafone (Og Vodafone; Tal, Íslandssími) | 0%         | --                        | Partner    | 35%                 | www.vodafone.is                                               | Síminn, Sko                            |
| Ирска              | Vodafone (Eircell)                       | 100%       | 2,090,000                 | Subsidiary | 54%                 | www.vodafone.ie                                               | O2, Meteor, 3                          |
| Италија            | Vodafone (Omnitel)                       | 76.86%     | 18,559,000                | Subsidiary | 35%                 | www.190.it                                                    | TIM, Wind, 3                           |
| Летонија           | Bite Latvija                             | 0%         | --                        | Partner    |                     | www.bite.lv                                                   | LMT GSM, Tele2                         |
| Литванија          | Bite Lietuva                             | 0%         | --                        | Partner    |                     | www.bite.lt                                                   | Tele2, Omnitel                         |
| Луксембург         | LUXGSM                                   | 0%         | --                        | Partner    | 64% (2003)          | www.luxgsm.lu                                                 | Tango (Tele2), VOXmobile               |
| Малта              | Vodafone (Telecell)                      | 100%       | 177,000                   | Subsidiary | 54% (2003)          | www.vodafone.com.mt Архивирано на веб-сајту (5. јул 2008)     | Go Mobile                              |
| Северна Македонија | VipOperator                              | 0%         | --                        | Partner    | 0%                  | www.vipoperator.com.mk                                        | T-mobile, Cosmofon                     |
| Холандија          | Vodafone (Libertel)                      | 99.9%      | 3,881,000                 | Subsidiary | 23%                 | www.vodafone.nl                                               | KPN, T-Mobile, Orange                  |
| Пољска             | Plus GSM                                 | 19.6%      | 10,774,000                | Affiliate  | 33%                 | www.plusgsm.pl                                                | Orange, P4, Era (T-Mobile)             |
| Португал           | Vodafone (Telecel)                       | 100%       | 4,119,000                 | Subsidiary | 34.3%               | www.vodafone.pt                                               | TMN, Optimus                           |
| Румунија           | Vodafone (Connex)                        | 100%       | 6,735,000                 | Subsidiary | 46%                 | www.vodafone.ro                                               | Orange, Cosmote Romania, Zapp Mobile   |
| Словенија          | Si.mobil-Vodafone                        | 0%         | --                        | Partner    | 24.0%               | www.simobil.si Архивирано на веб-сајту (27. септембар 2004)   | Mobitel                                |
| Србија             | Вип мобајл                               | 0%         | 1.600.000                 | Partner    | 15,7%               | www.vipmobile.rs                                              | Телеком Србија, Теленор                |
| Шпанија            | Vodafone (Airtel)                        | 100%       | 13,949,000                | Subsidiary | 30.5%               | www.vodafone.es                                               | movistar, Orange, Euskaltel            |
| Шведска            | Telenor (Vodafone; Europolitan)          | 0%         | --                        | Partner    | 16% (2003)          | www.telenor.se                                                | Telia, Tele2, 3, Spring Mobil          |
| Швајцарска         | Swisscom                                 | 25.0%      | 1,008,000 (30 June 2005)  | Affiliate  | 62%                 | www.swisscom-mobile.ch                                        | Orange, TDC, Tele2                     |
| Турска             | Telsim                                   | 100%       | 12,046,000                | Subsidiary | 25.0%               | www.telsim.com.tr                                             | Turkcell, Avea                         |
| Велика Британија   | Vodafone                                 | 100%       | 16,185,000                | Subsidiary | 24%                 | www.vodafone.co.uk Архивирано на веб-сајту (19. октобар 2005) | O2, Orange, T-Mobile, 3, Virgin Mobile |

## Водафон у Азији и Пацифику
| Земља | Име мреже (former)                        | Власништво                  | Број корисника           | Покривеност тржишта | Званични Сајт                                                        | Локални оператери                |
| --- | ----------------------------------------- | --------------------------- | ------------------------ | ------------------- | -------------------------------------------------------------------- | -------------------------------- |
| Аустралија | Vodafone                                  | 100%                        | 3,140,000                | 18%                 | www.vodafone.com.au                                                  | Telstra, Optus, 3                |
| Кина | China Mobile                              | 3.3%                        | 8,250,000 (30 June 2005) | 65%                 | www.chinamobile.com                                                  | China Unicom                     |
| Фиџи | Vodafone                                  | 49%                         | 95,000                   | 100%                | www.vodafone.com.fj                                                  |                                  |
| Индонезија | XL                                        | 0%                          | --                       |                     | www.xl.co.id                                                         | Telkomsel, Indosat IM3           |
| Јапан | SoftBank Mobile, (Vodafone K.K., J-Phone) | small % of preferred shares | --                       | 17%                 | mb.softbank.jp                                                       | DoCoMo, KDDI (au)                |
| Хонгконг | SmarTone-Vodafone (SmarTone)              | 0%                          | --                       |                     | www.smartone-vodafone.com Архивирано на веб-сајту (18. октобар 2006) | 3, Peoples, CSL, New World, PCCW |
| Индија | AirTel                                    | 10%                         | 1,633,000                | 22%                 | www.airtel.in                                                        |                                  |
| Малезија | Celcom                                    | 0%                          | --                       |                     | www.celcom.com.my                                                    | Maxis Communications, Digi.com   |
| Нови Зеланд | Vodafone (BellSouth)                      | 100%                        | 2,100,000                | 52.4%               | www.vodafone.co.nz                                                   | Telecom                          |
| Сингапур | M1                                        | 0%                          | --                       | 35%                 | www.m1.com.sg                                                        | SingTel, StarHub                 |
| Шри Ланка | Dialog                                    | 0%                          | --                       |                     | www.dialog.lk                                                        |                                  |
| * Local company with more than 50% being owned by the parent company is considered a Subsidiary; Ownership of less than 50% makes the local company an Affiliate. Local companies without ownership at all are Partners. |                                           |                             |                          |                     |                                                                      |                                  |

## Водафон на Блиском истоку и Африци
| Земља | Име мреже (former)  | Власништво | Број корисника | Покривеност тржишта | Статус     | Офоцијални Сајт                                               |
| --- | ------------------- | ---------- | -------------- | ------------------- | ---------- | ------------------------------------------------------------- |
| Бахреин | MTC-Vodafone        | --         | --             | 30%                 | Partner    | www.mtc-vodafone.com.bh                                       |
| Demokratska Republika Kongo | Vodacom             | 25.5%*     |                | 48%                 | *          | www.vodacom.cd Архивирано на веб-сајту (4. март 2005)         |
| Египат | Vodafone (ClickGSM) | 50.1%      | 3,151,000      | 47%                 | Subsidiary | www.vodafone.com.eg Архивирано на веб-сајту (9. фебруар 2006) |
| Кенија | Safaricom           | 35%        | 1,221,000      | 65%                 | Affiliate  | www.safaricom.co.ke                                           |
| Кувајт | MTC-Vodafone        | --         | --             |                     | Partner    | www.mtc-vodafone.com Архивирано на веб-сајту (15. јун 2006)   |
| Лесото | Vodacom             | 44.15%*    |                | 80%                 | *          | www.vodacom.co.ls                                             |
| Мозабија | Vodacom             | 49%*       |                | 30%                 | *          | www.vm.co.mz Архивирано на веб-сајту (19. фебруар 2006)       |
| Јужна Африка | Vodacom             | 50%        | 7,043,000      | 58%                 | Subsidiary | www.vodacom.co.za                                             |
| Танзанија | Vodacom             | 32.5%*     |                | 58%                 | *          | www.vodacom.co.tz                                             |
| * Stakes in local Vodacom operating companies in Democratic Republic of Congo, Lesotho, Mozambique and Tanzania are held through the stake in Vodacom South Africa. As the companies in the DRC, Lesotho, Mozambique, and Tanzania are only subsidiaries of an affiliate (Vodacom), Vodafone Group does not have direct formal relationships with them. |                     |            |                |                     |            |                                                               |

## Водафон на Америчком континенту
| Земља | Име мреже (former)    | Власништво | Број корисника | Покривеност тржишта | Званични сајт                                               | Локални оператери          |
| --- | --------------------- | ---------- | -------------- | ------------------- | ----------------------------------------------------------- | -------------------------- |
| Аргентина | CTI Móvil             | 0%         | --             | 32%                 | www.cti.com.ar                                              | Personal, movistar         |
| Бразил | Claro                 | 0%         | --             | 22.24%              | www.claro.com.br Архивирано на веб-сајту (24. фебруар 2006) | Vivo, TIM, Oi              |
| Чиле | Claro (Smartcom)      | 0%         | --             | 16.7%               | www.clarochile.cl                                           | movistar, Entel PCS        |
| Колумбија | Comcel                | 0%         | --             | 63.6%               | www.comcel.com Архивирано на веб-сајту (24. фебруар 2006)   | movistar, Colombia Móvil   |
| Еквадор | Porta                 | 0%         | --             | 65.4%               | www.porta.net                                               | movistar, Alegro PCS       |
| Салвадор | Claro (CTE Personal)  | 0%         | --             | 34%                 | www.claro.com.sv                                            | movistar, Tigo, Digicel    |
| Гватемала | Claro (PCS Digital)   | 0%         | --             | 47%                 | www.claro.com.gt                                            | movistar, Tigo             |
| Хондурас | Claro (PCS Honduras)  | 0%         | --             | 37%                 | www.alo.hn Архивирано на веб-сајту (16. јун 2006)           |                            |
| Мексико | Telcel                | 0%         | --             | 77%                 | www.telcel.com                                              | movistar, Iusacell, Unefon |
| Никарагва | Claro (Enitel)        | 0%         | --             | 68%                 | www.claro.com.ni                                            |                            |
| Парагвај | CTI Móvil (Porthable) | 0%         | --             | 12%                 | www.cti.com.py                                              |                            |
| Перу | Claro (TIM)           | 0%         | --             | 36%                 | www.claro.com.pe                                            | movistar                   |
| Сједињене Америчке Државе | Verizon Wireless      | 45%        | 22,785,000     |                     | www.verizonwireless.com                                     | Cingular, Sprint, T-Mobile |
| Уругвај | CTI Móvil             | 0%         | --             | 17%                 | www.cti.com.uy                                              | movistar, ancel            |
| * Локалне компаније са више од 50% being owned by the parent company is considered a Subsidiary; Ownership of less than 50% makes the local company an Affiliate. Local companies without ownership at all are Partners. |                       |            |                |                     |                                                             |                            |